# Måresläktet
Måresläktet (Galium) är ett släkte i familjen måreväxter som omfattar cirka 400 arter. Arterna är örtartade och både ettåriga och fleråriga arter finns. Mårorna känns igen på att deras blad vanligen bildar en krans runt stjälken. Blommorna är oftast vita eller gula och sitter i klasar på stjälkens topp.

## Utbredning
Arterna i släktet lever i tempererat klimat huvudsakligen på norra halvklotet, men även på södra halvklotet.

### Sverige
I Sverige förekommer 16 arter:
- Backmåra (G. suecicum)
- Dvärgmåra (G. trifidum)
- Gotlandsmåra (G. rotundifolium)
- Gulmåra (G. verum)
- Myskmadra (G. odoratum)
- Myskmåra (G. triflorum)
- Parkmåra (G. pumilum)
- Pillermåra (G. tricornutum)
- Småsnärjmåra (G. spurium)
- Snärjmåra (G. aparine)
- Stenmåra (G. saxatile)
- Stormåra (G. album)
- Sumpmåra (G. uliginosum)
- Vattenmåra (G. palustre)
- Vitmåra (G. boreale)
- Ölandsmåra (G. oelandicum)

## Dottertaxa till Måresläktet, i alfabetisk ordning[1]
- Galium abaujense
- Galium abruptorum
- Galium absurdum
- Galium achurense
- Galium acrophyum
- Galium acuminatum
- Galium acutum
- Galium adhaerens
- Galium advenum
- Galium aegeum
- Galium aetnicum
- Galium afropusillum
- Galium agrophilum
- Galium aladaghense
- Galium albertii
- Galium albescens
- Galium album
- Galium amatymbicum
- Galium amblyophyllum
- Galium amorginum
- Galium andrewsii
- Galium andringitrense
- Galium anfractum
- Galium anguineum
- Galium angulosum
- Galium angustifolium
- Galium angustissimum
- Galium anisophyllon
- Galium ankaratrense
- Galium antarcticum
- Galium antitauricum
- Galium antuneziae
- Galium aparine
- Galium aparinoides
- Galium aragonesii
- Galium araucanum
- Galium arenarium
- Galium arequipicum
- Galium aretioides
- Galium argense
- Galium aristatum
- Galium arkansanum
- Galium armenum
- Galium ascendens
- Galium aschenbornii
- Galium asparagifolium
- Galium asperifolium
- Galium asperuloides
- Galium asprellum
- Galium atherodes
- Galium atlanticum
- Galium aucheri
- Galium auratum
- Galium australe
- Galium austriacum
- Galium avascense
- Galium azerbayjanicum
- Galium azuayicum
- Galium baeticum
- Galium baghlanense
- Galium baillonii
- Galium baldense
- Galium baldensiforme
- Galium balearicum
- Galium barcinonense
- Galium basalticum
- Galium baytopianum
- Galium beckhausianum
- Galium belizianum
- Galium bellatulum
- Galium bermudense
- Galium bifolium
- Galium bigeminum
- Galium binifolium
- Galium blinii
- Galium boissierianum
- Galium bolanderi
- Galium boreale
- Galium boreoaethiopicum
- Galium bornmuelleri
- Galium bourgaeanum
- Galium boyacanum
- Galium brachyphyllum
- Galium bracteatum
- Galium bredasdorpense
- Galium brenanii
- Galium brevifolium
- Galium breviramosum
- Galium brockmannii
- Galium broterianum
- Galium brunneum
- Galium bryoides
- Galium buchtienii
- Galium buekkense
- Galium bullatum
- Galium bulliforme
- Galium bungei
- Galium bungoniense
- Galium buschiorum
- Galium bussei
- Galium buxifolium
- Galium cajamarcense
- Galium californicum
- Galium caminianum
- Galium campanelliferum
- Galium campylotrichum
- Galium canescens
- Galium canum
- Galium capense
- Galium capitatum
- Galium cappadocicum
- Galium caprarium
- Galium capreum
- Galium carmenicola
- Galium carmineum
- Galium carterae
- Galium caspicum
- Galium cassium
- Galium catalinense
- Galium centroniae
- Galium ceratoamanianum
- Galium ceratocarpon
- Galium ceratophylloides
- Galium ceratopodum
- Galium cespitosum
- Galium chaetopodum
- Galium chloroionanthum
- Galium chloroleucum
- Galium ciliare
- Galium cilicicum
- Galium cinereum
- Galium circae
- Galium circaezans
- Galium clausonis
- Galium clementis
- Galium cliftonsmithii
- Galium collomiae
- Galium coloradoense
- Galium comari
- Galium comberi
- Galium cometerhizon
- Galium compactum
- Galium concatenatum
- Galium concinnum
- Galium confertum
- Galium conforme
- Galium consanguineum
- Galium coriaceum
- Galium cornigerum
- Galium coronadoense
- Galium correllii
- Galium corsicum
- Galium corymbosum
- Galium cossonianum
- Galium cotinoides
- Galium cracoviense
- Galium crassifolium
- Galium craticulatum
- Galium crespianum
- Galium cryptanthum
- Galium curvihirtum
- Galium cuspidulatum
- Galium cyllenium
- Galium czerepanovii
- Galium dahuricum
- Galium davisii
- Galium debile
- Galium decorum
- Galium decumbens
- Galium degenii
- Galium deistelii
- Galium delicatulum
- Galium demissum
- Galium dempsterae
- Galium densum
- Galium denticulatum
- Galium desereticum
- Galium diabolense
- Galium dieckii
- Galium diffusoramosum
- Galium digeneum
- Galium diphyllum
- Galium diploprion
- Galium divaricatum
- Galium domingense
- Galium dumosum
- Galium duthiei
- Galium echinocarpum
- Galium ecuadoricum
- Galium effulgens
- Galium ehrenbergii
- Galium elbursense
- Galium elegans
- Galium elongatum
- Galium emeryense
- Galium ephedroides
- Galium equisetoides
- Galium ericoides
- Galium eriocarpum
- Galium eruptivum
- Galium erythrorrhizon
- Galium espiniacicum
- Galium estebanii
- Galium exaltatum
- Galium exile
- Galium exstipulatum
- Galium exsurgens
- Galium extensum
- Galium falconeri
- Galium fendleri
- Galium ferrugineum
- Galium festivum
- Galium fictum
- Galium filipes
- Galium firmum
- Galium fissurense
- Galium fistulosum
- Galium flavescens
- Galium flaviflorum
- Galium floribundum
- Galium foliosum
- Galium fontanesianum
- Galium formosense
- Galium forrestii
- Galium fosbergii
- Galium friedrichii
- Galium fruticosum
- Galium fuegianum
- Galium fuscum
- Galium galapagoense
- Galium galiopsis
- Galium gaudichaudii
- Galium geminiflorum
- Galium ghilanicum
- Galium gilliesii
- Galium glaberrimum
- Galium glabrescens
- Galium glaciale
- Galium glandulosum
- Galium glaucophyllum
- Galium glaucum
- Galium globuliferum
- Galium gracilicaule
- Galium graecum
- Galium grande
- Galium grayanum
- Galium guadalupense
- Galium gymnopetalum
- Galium hainesii
- Galium hallii
- Galium hardhamae
- Galium hatschbachii
- Galium haussknechtii
- Galium heldreichii
- Galium hellenicum
- Galium hexanarium
- Galium hierochuntinum
- Galium hierosolymitanum
- Galium hilendiae
- Galium himmelbaurianum
- Galium hintoniorum
- Galium hirtiflorum
- Galium hirtum
- Galium hoffmeisteri
- Galium homblei
- Galium huancavelicum
- Galium huber-morathii
- Galium humifusum
- Galium humile
- Galium hungaricum
- Galium hupehense
- Galium huteri
- Galium hypocarpium
- Galium hypotrichium
- Galium hypoxylon
- Galium hyrcanicum
- Galium hystricocarpum
- Galium idubedae
- Galium iltisii
- Galium incanum
- Galium inconspicuum
- Galium incrassatum
- Galium incurvum
- Galium innocuum
- Galium insulare
- Galium intermedium
- Galium intricatum
- Galium ionicum
- Galium iranicum
- Galium irinae
- Galium isauricum
- Galium jansenii
- Galium japonicum
- Galium jarynae
- Galium javalambrense
- Galium javanicum
- Galium jemense
- Galium jepsonii
- Galium johnstonii
- Galium jolyi
- Galium judaicum
- Galium jungermannioides
- Galium junghuhnianum
- Galium juniperinum
- Galium kaganense
- Galium kahelianum
- Galium kamtschaticum
- Galium karakulense
- Galium karataviense
- Galium kasachstanicum
- Galium kenyanum
- Galium kerneri
- Galium khorasanense
- Galium kikumuyura
- Galium killipii
- Galium kinuta
- Galium kitaibelianum
- Galium kondratjukii
- Galium kuetzingii
- Galium kurdicum
- Galium labradoricum
- Galium laconicum
- Galium lacrimiforme
- Galium laevigatum
- Galium lahulense
- Galium lanceolatum
- Galium lanuginosum
- Galium lanulosum
- Galium lasiocarpum
- Galium latifolium
- Galium latoramosum
- Galium leiocarpum
- Galium leptogonium
- Galium leptum
- Galium libanoticum
- Galium lilloi
- Galium lindbergii
- Galium linearifolium
- Galium liratum
- Galium litorale
- Galium lovcense
- Galium lucidum
- Galium macedonicum
- Galium magellanicum
- Galium magellense
- Galium magnifolium
- Galium mahadivense
- Galium malickyi
- Galium mandonii
- Galium maneauense
- Galium marchandii
- Galium margaceum
- Galium margaritaceum
- Galium maritimum
- Galium martirense
- Galium masafueranum
- Galium matthewsii
- Galium maximowiczii
- Galium mechudoense
- Galium megacyttarion
- Galium megalanthum
- Galium megalospermum
- Galium megapotamicum
- Galium melanantherum
- Galium meliodorum
- Galium membranaceum
- Galium mexicanum
- Galium microchiasma
- Galium microlobum
- Galium microphyllum
- Galium migrans
- Galium minutissimum
- Galium minutulum
- Galium mirum
- Galium mite
- Galium moldavicum
- Galium mollugo
- Galium monachinii
- Galium monasterium
- Galium monticolum
- Galium montis-arerae
- Galium moralesianum
- Galium moranii
- Galium morii
- Galium mucroniferum
- Galium muelleri
- Galium multiflorum
- Galium munzii
- Galium murale
- Galium murbeckii
- Galium muricatum
- Galium mutabile
- Galium nabelekii
- Galium nakaii
- Galium nankotaizanum
- Galium neglectum
- Galium nepalense
- Galium nevadense
- Galium nigricans
- Galium nigroramosum
- Galium nolitangere
- Galium noricum
- Galium normanii
- Galium novoguineense
- Galium noxium
- Galium numidicum
- Galium nupercreatum
- Galium nuttallii
- Galium obliquum
- Galium obovatum
- Galium obtusum
- Galium octonarium
- Galium odoratum
- Galium oelandicum
- Galium olgae
- Galium olivetorum
- Galium olympicum
- Galium ophiolithicum
- Galium oreganum
- Galium oreophilum
- Galium oresbium
- Galium orizabense
- Galium oshtenicum
- Galium ossirwaense
- Galium ostenianum
- Galium ovalleanum
- Galium pabulosum
- Galium palaeoitalicum
- Galium palustre
- Galium pamiroalaicum
- Galium pamphylicum
- Galium paniculatum
- Galium papilliferum
- Galium papillosum
- Galium papuanum
- Galium paradoxum
- Galium parishii
- Galium parisiense
- Galium parvulum
- Galium paschale
- Galium pastorale
- Galium patzkeanum
- Galium peloponnesiacum
- Galium penduliflorum
- Galium pendulum
- Galium penicillatum
- Galium pennellii
- Galium peplidifolium
- Galium perralderi
- Galium peruvianum
- Galium pestalozzae
- Galium petrae
- Galium philippianum
- Galium philippinense
- Galium philistaeum
- Galium pilosum
- Galium pisiferum
- Galium pisoderium
- Galium platygalium
- Galium plumosum
- Galium poiretianum
- Galium pojarkovae
- Galium polyacanthum
- Galium polyanthum
- Galium pomeranicum
- Galium porrigens
- Galium praemontanum
- Galium praetermissum
- Galium pralognense
- Galium prattii
- Galium pringlei
- Galium problematicum
- Galium procurrens
- Galium productum
- Galium prolazense
- Galium proliferum
- Galium propinquum
- Galium pruinosum
- Galium pseudoaristatum
- Galium pseudoboreale
- Galium pseudocapitatum
- Galium pseudohelveticum
- Galium pseudokurdicum
- Galium pseudorivale
- Galium pseudotriflorum
- Galium psilocladum
- Galium pterocarpum
- Galium pulvinatum
- Galium pumilio
- Galium pumilum
- Galium pusillosetosum
- Galium pusillum
- Galium pyrenaicum
- Galium qaradaghense
- Galium quichense
- Galium radulifolium
- Galium ramboi
- Galium rebae
- Galium reiseri
- Galium retzii
- Galium rhodopeum
- Galium richardianum
- Galium rigidifolium
- Galium rivale
- Galium roddii
- Galium rosellum
- Galium rotundifolium
- Galium rourkei
- Galium rubidiflorum
- Galium rubioides
- Galium rubrum
- Galium runcinatum
- Galium ruwenzoriense
- Galium rzedowskii
- Galium sacrorum
- Galium saipalense
- Galium salsugineum
- Galium salwinense
- Galium samium
- Galium samuelssonii
- Galium saturejifolium
- Galium saurense
- Galium saxatile
- Galium saxosum
- Galium scabrelloides
- Galium scabrellum
- Galium scabrifolium
- Galium scabrum
- Galium schlumbergeri
- Galium schmidii
- Galium schneebergense
- Galium schoenbeck-temesyae
- Galium scioanum
- Galium scopulorum
- Galium seatonii
- Galium sellowianum
- Galium semiamictum
- Galium serpenticum
- Galium serpylloides
- Galium setaceum
- Galium setuliferum
- Galium shanense
- Galium shepardii
- Galium shepherdii
- Galium sidamense
- Galium sieheanum
- Galium simense
- Galium similii
- Galium sinaicum
- Galium smithreitzii
- Galium sojakii
- Galium songaricum
- Galium sorgerae
- Galium sparsiflorum
- Galium spathulatum
- Galium speciosum
- Galium sphagnophilum
- Galium spurium
- Galium stebbinsii
- Galium stellatum
- Galium stenophyllum
- Galium stepparum
- Galium sterneri
- Galium subfalcatum
- Galium subnemorale
- Galium subtrifidum
- Galium subtrinervium
- Galium subuliferum
- Galium subvelutinum
- Galium subvillosum
- Galium sudeticum
- Galium suecicum
- Galium suffruticosum
- Galium sungpanense
- Galium surinamense
- Galium sylvaticum
- Galium taiwanense
- Galium takasagomontanum
- Galium talaveranum
- Galium tanganyikense
- Galium tarokoense
- Galium taygeteum
- Galium tendae
- Galium tenuissimum
- Galium terrae-reginae
- Galium tetraphyllum
- Galium texense
- Galium thasium
- Galium thiebautii
- Galium thracicum
- Galium thunbergianum
- Galium thymifolium
- Galium tianschanicum
- Galium timeroyi
- Galium tinctorium
- Galium tmoleum
- Galium tokyoense
- Galium tolosianum
- Galium tomentosum
- Galium tortumense
- Galium transcarpaticum
- Galium trichocarpum
- Galium tricornutum
- Galium trifidum
- Galium trifloriforme
- Galium triflorum
- Galium trilobum
- Galium trinioides
- Galium trojanum
- Galium truniacum
- Galium tubiflorum
- Galium tunetanum
- Galium turgaicum
- Galium turkestanicum
- Galium tyraicum
- Galium uliginosum
- Galium uncinulatum
- Galium undulatum
- Galium uniflorum
- Galium uruguayense
- Galium valantioides
- Galium valdepilosum
- Galium valentinum
- Galium vartanii
- Galium vassilczenkoi
- Galium watsonii
- Galium weberbaueri
- Galium velenovskyi
- Galium wendelboi
- Galium werdermannii
- Galium verrucosum
- Galium verticillatum
- Galium verum
- Galium viciosorum
- Galium wigginsii
- Galium vile
- Galium violaceum
- Galium virgatum
- Galium viridiflorum
- Galium viscosum
- Galium volcanense
- Galium volhynicum
- Galium wrightii
- Galium xeroticum
- Galium xylorrhizum
- Galium yunnanense
- Galium zabense